# Катериновка (Тернопольская область)
Катериновка (укр. Катеринівка) — село в Кременецкой городской общине Кременецкого района Тернопольской области Украины.
Код КОАТУУ — 6123482901. Население по переписи 2001 года составляло 391 человек.

## Географическое положение
Село Катериновка находится в 2-х км от левого берега реки Горынька,
на расстоянии в 1,5 км от села Рыбча.
Через село проходит автомобильная дорога Р-32.

## История
- 1421 год — дата основания.
- До 1946 года называлось местечко Катербург[2].

## Объекты социальной сферы
- Школа I—II ст.
- Детский сад.
- Дом культуры.
- Амбулатория.
- Музыкальная школа.

## Достопримечательности
- Братская могила советских воинов.